# Villa Pisani (Stra)

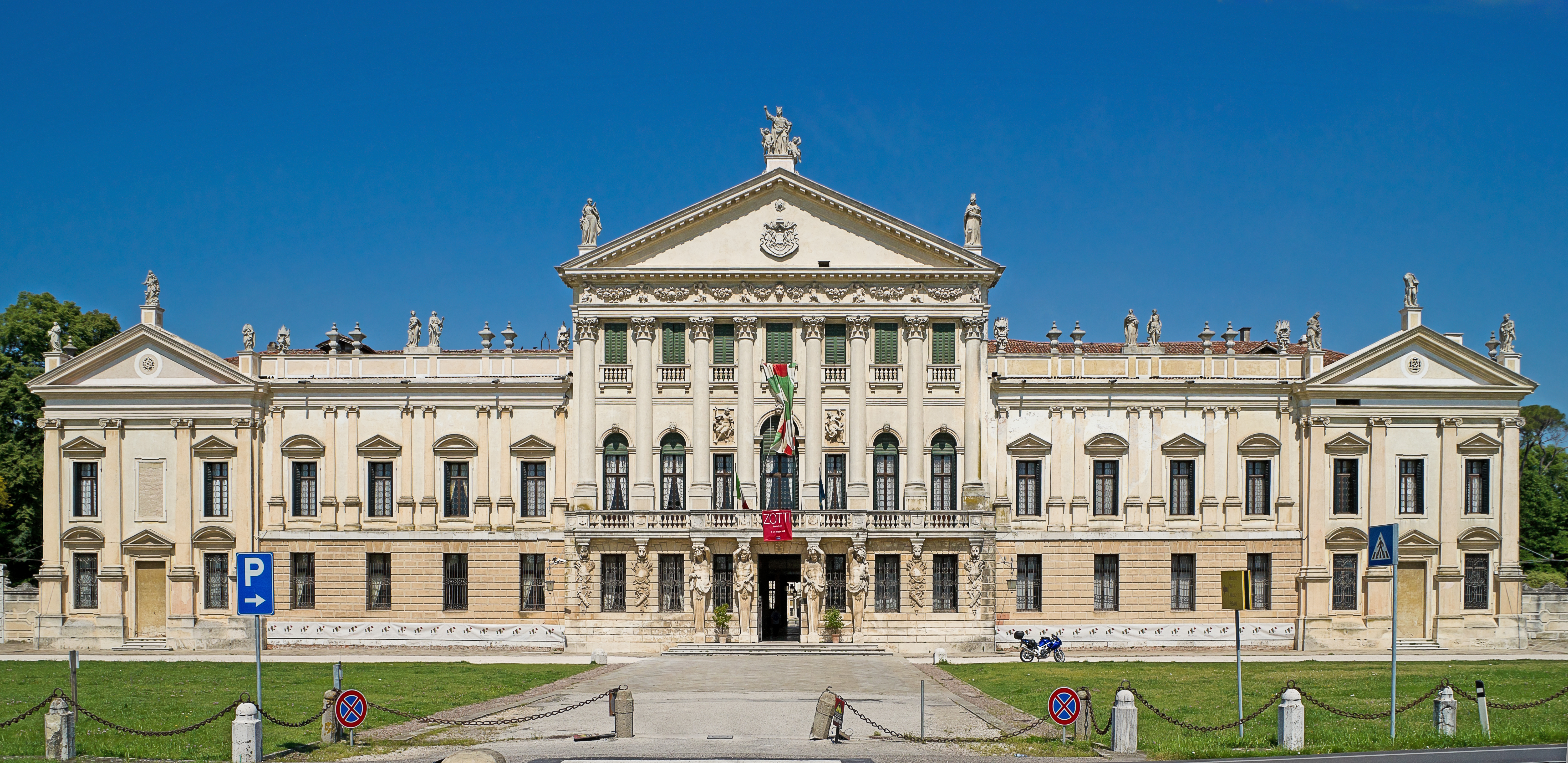
Hauptfassade

Die Villa Pisani, auch „La Nazionale“ genannt, ist das prächtigste Beispiel venezianischer Villen am Brentakanal; sie befindet sich in Stra, zirka 8 km von Padua entfernt.

## Geschichte
Aufgrund des Handels- und Immobilientätigkeit waren die Pisani im 14. Jahrhundert zu Wohlstand gekommen. Im 15. Jahrhundert erwarben sie ein Grundstück in der Ebene von Padua und erbauten den Palazzo Pisani am Campo Santo Stefano in Venedig, heute Konservatorium Benedetto Marcello. 1720 beauftragten die venezianischen Adeligen Alvise und Almorò Pisani aus dem Hause der Pisani von Santo Stefano den Architekten Girolamo Frigimelica mit dem Bau. Von seinen Plänen wurden jedoch nur die Parkbauten realisiert. Nach dem Tode Frigimelicas und der Wahl Avise Pisanis 1735 zum Dogen von Venedig wurden die weiteren Arbeiten dem jungen Architekten Francesco Maria Preti anvertraut. Nach seinen Plänen wurde das Hauptgebäude 1756 nach zwanzigjähriger Bauzeit vollendet.
Die Villa wurde 1807 von Napoleon gekauft, der hier jedoch nur einmal übernachtete. Von ihm soll der Ausspruch stammen „Für einen Grafen zu groß, für einen König zu klein“. Später gehörte sie den Habsburgern, dann dem Haus Savoyen. Seit 1882 ist sie italienisches Nationaldenkmal. 1934 trafen hier Mussolini und Hitler zum ersten Mal zusammen.

## Anlage und Fassade
Die Villa folgt nicht dem Typus der venezianischen Villa, sondern ist ein barockes Residenzschloss mit vierflügeliger Anlage und zwei Innenhöfen. Die Achse der gesamten Anlage geht durch das Hauptportal. Der Mittelrisalit der Barockfassade wird durch kolossale korinthische Säulen gegliedert, mit regelwidrigen verkleinerten Abständen in der Mittelpartie.

## Innenausstattung

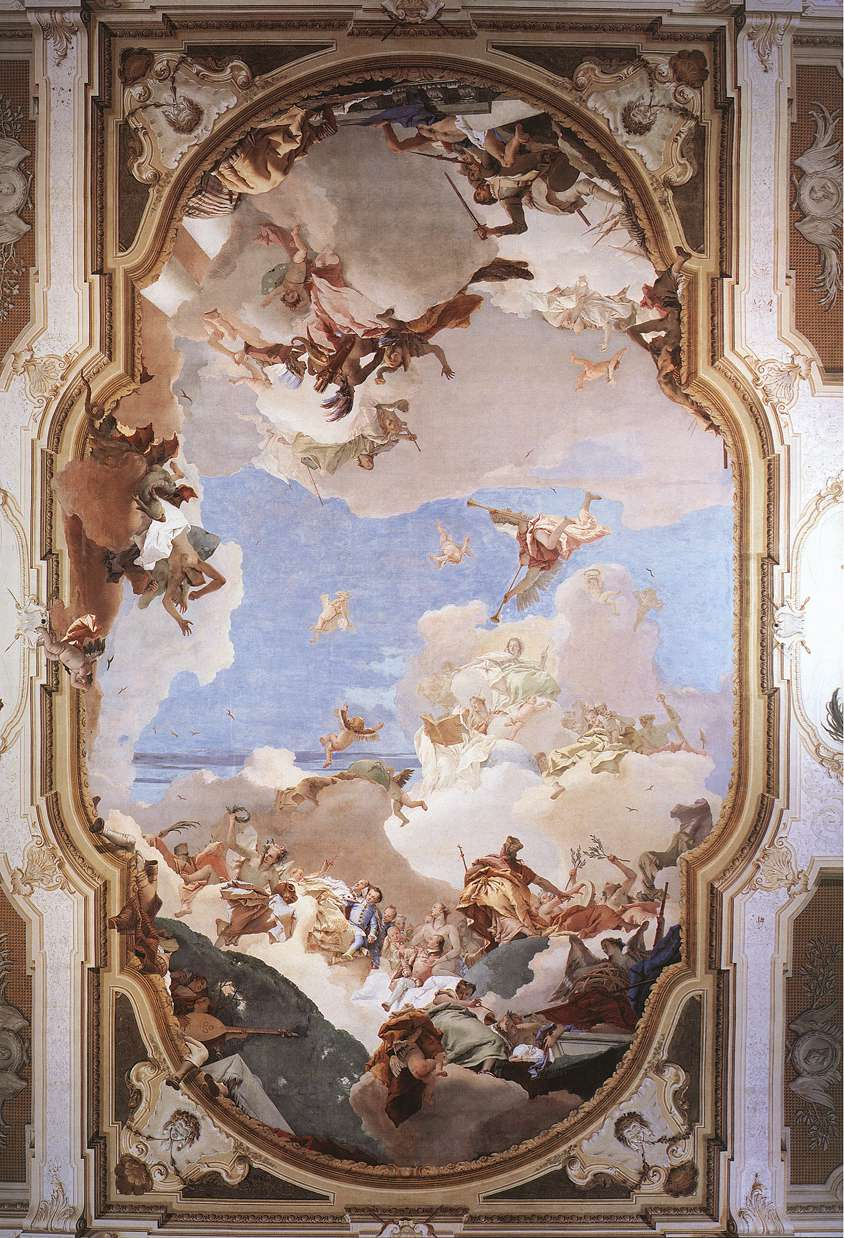
Fresko Ruhm des Hauses Pisani von Giovanni Battista Tiepolo

Das Gebäude wurde mit 114 Zimmern gebaut, die die Wahl von Avise Pisani zum 114. Dogen von Venedig symbolisieren sollen. In den meisten von ihnen kann man noch die Originaleinrichtungen bewundern. Stuck und Fresken wurden von großen Meistern der Epoche, Künstlern wie Fabio Canal, Jacopo Guarana, Jacopo Amigoni, Andrea Urbani, Andrea Brustolon, Andrea Celesti und Gaspare Diziani, ausgeführt. Der zweigeschossige Ballsaal nimmt den gesamten Mittelflügel ein. In ihm befindet sich das grandiose Fresko Ruhm des Hauses Pisani, das zwischen 1760 und 1762 als letztes Werk vor seiner Übersiedlung nach Madrid von Giovanni Battista Tiepolo gemalt wurde und einen der Höhepunkte der venezianischen Malerei des 18. Jahrhunderts darstellt. Um die Figur der Venezia versammelt erblickt die Familie die Verbreitung ihres Ruhmes.

## Garten und Stallungen
Der originale barocke Garten wurde im 19. Jahrhundert nach dem Geschmack der Zeit zu einem Landschaftsgarten umgestaltet. Im Park selbst sind Skulpturengruppen und zahlreiche Bauwerke verstreut, unter anderem die Exedra, die hier als Knotenpunkt von sechs Wegen ausgestaltet ist und zu deren Aussichtsterrasse zwei spiralig verlaufende Außentreppen führen, der archäologische Hügel, der Eiskeller, eine Orangerie und die prächtigen Reitställe, die in der Hauptachse ein Gegengewicht zu dem Hauptgebäude bilden. Die Stallungen haben eine sechssäulige Vorhalle mit Tempelgiebel nach dem Vorbild palladianischer Bauten. Seitlich der Tempelfront schließen sich gekurvte Seitenflügel an. Typisch zeigt sich hier die Verbindung unterschiedlichster Bauelemente zu einem kapriziösen Architekturcapriccio. In der Kunstwissenschaft sieht man in der Gartenanlage einen Vorläufer romantischer Gartenkunst. Der Park umfasst 11 Hektar mit 1,5 km Außenumfang.

### Irrgarten
Von besonderem Reiz ist der Irrgarten, dessen Hecken aus Buchsbaum bestehen. Es handelt sich um eine trapezförmige Anlage mit einbeschriebenem Kreis. Der Irrgarten wurde 1720/21 angelegt, besaß ursprünglich eine runde Gestalt und wurde Anfang des 19. Jahrhunderts erweitert. Im Zentrum steht ein Türmchen, auf dessen Aussichtsplattform eine Statue der Minerva, dem Symbol der Weisheit, steht.

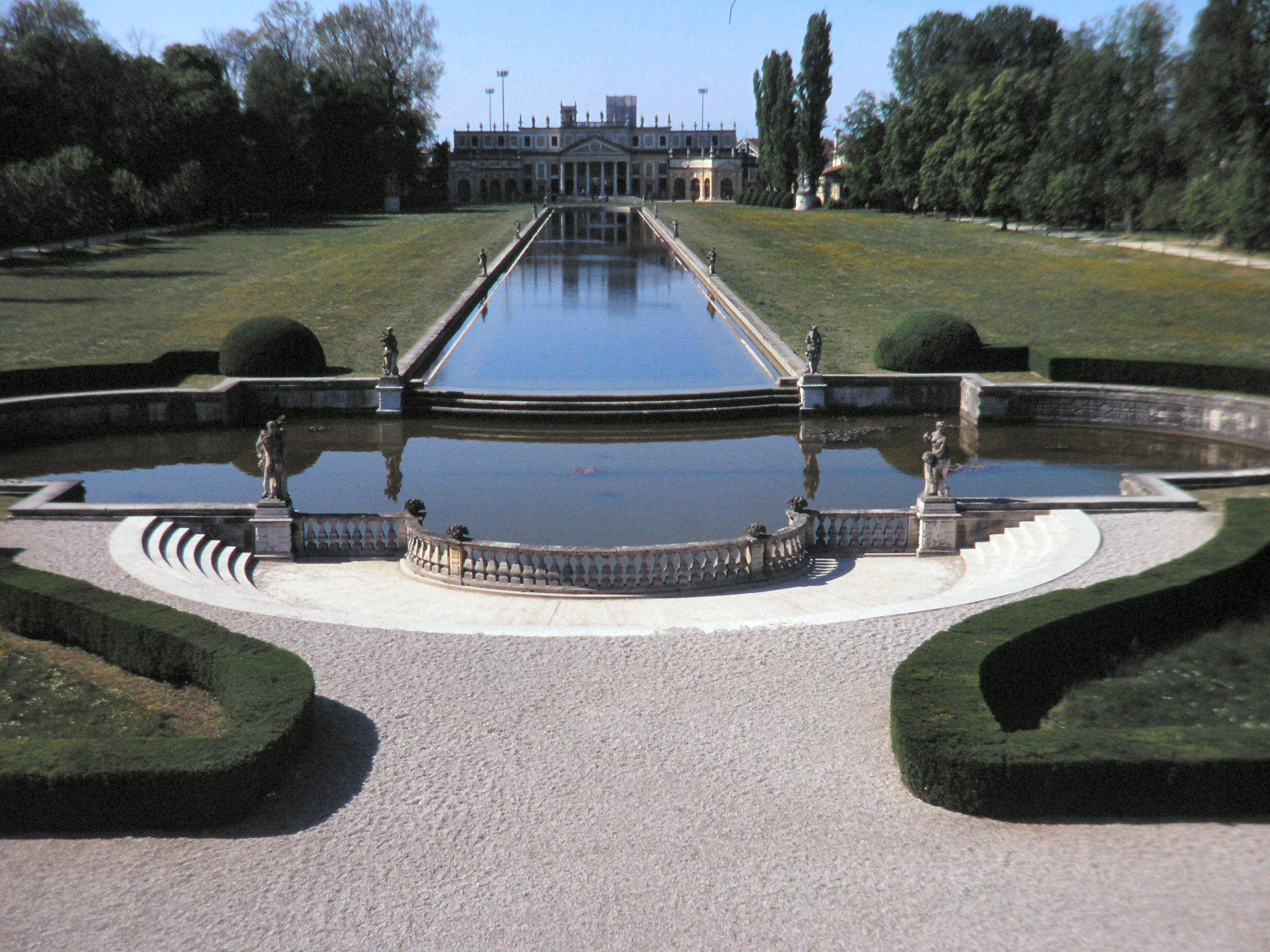
Blick gegen die Reitställe
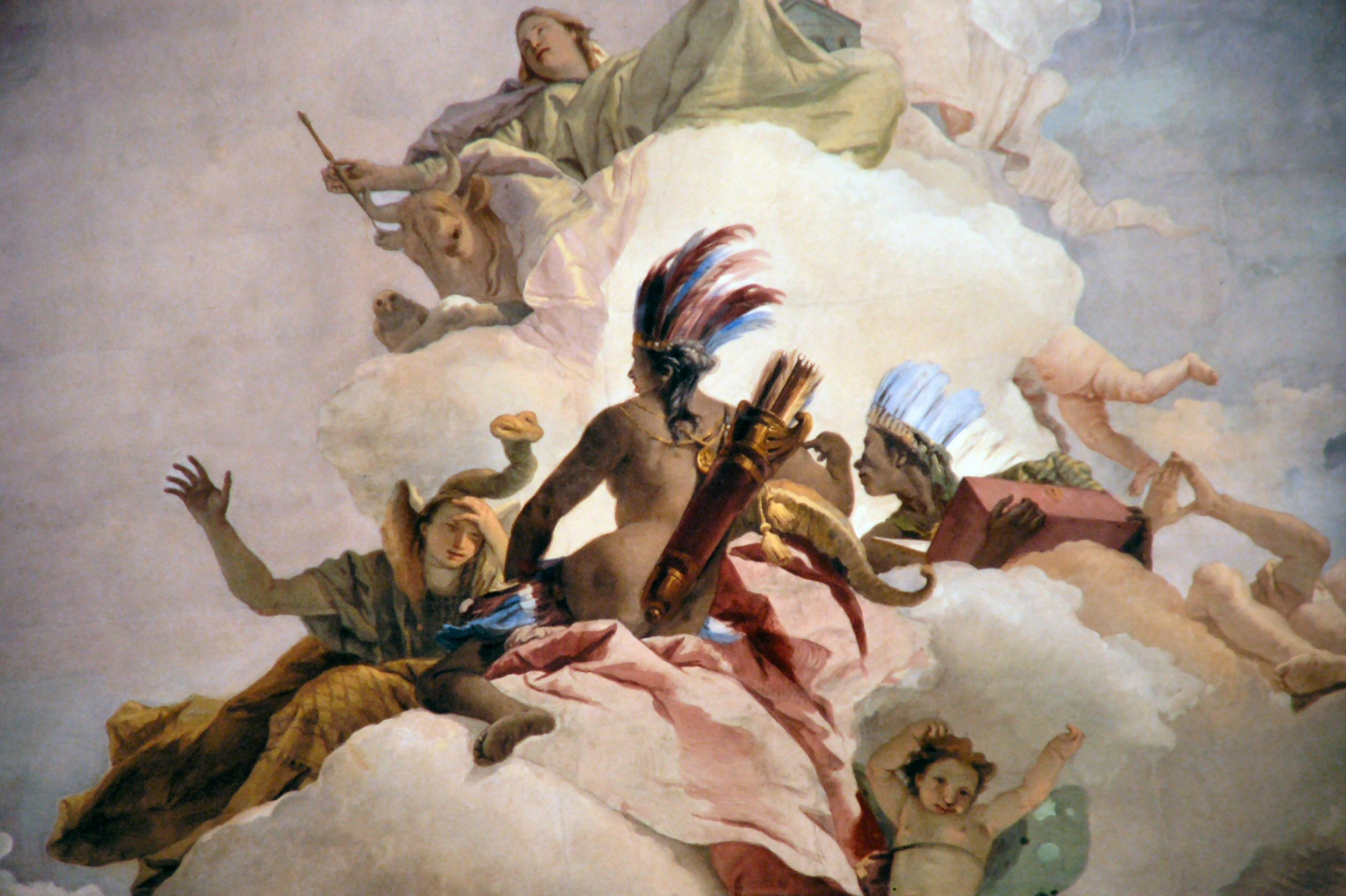
G. B. Tiepolo, Fresko, Ruhm des Hauses Pisani (Detail)
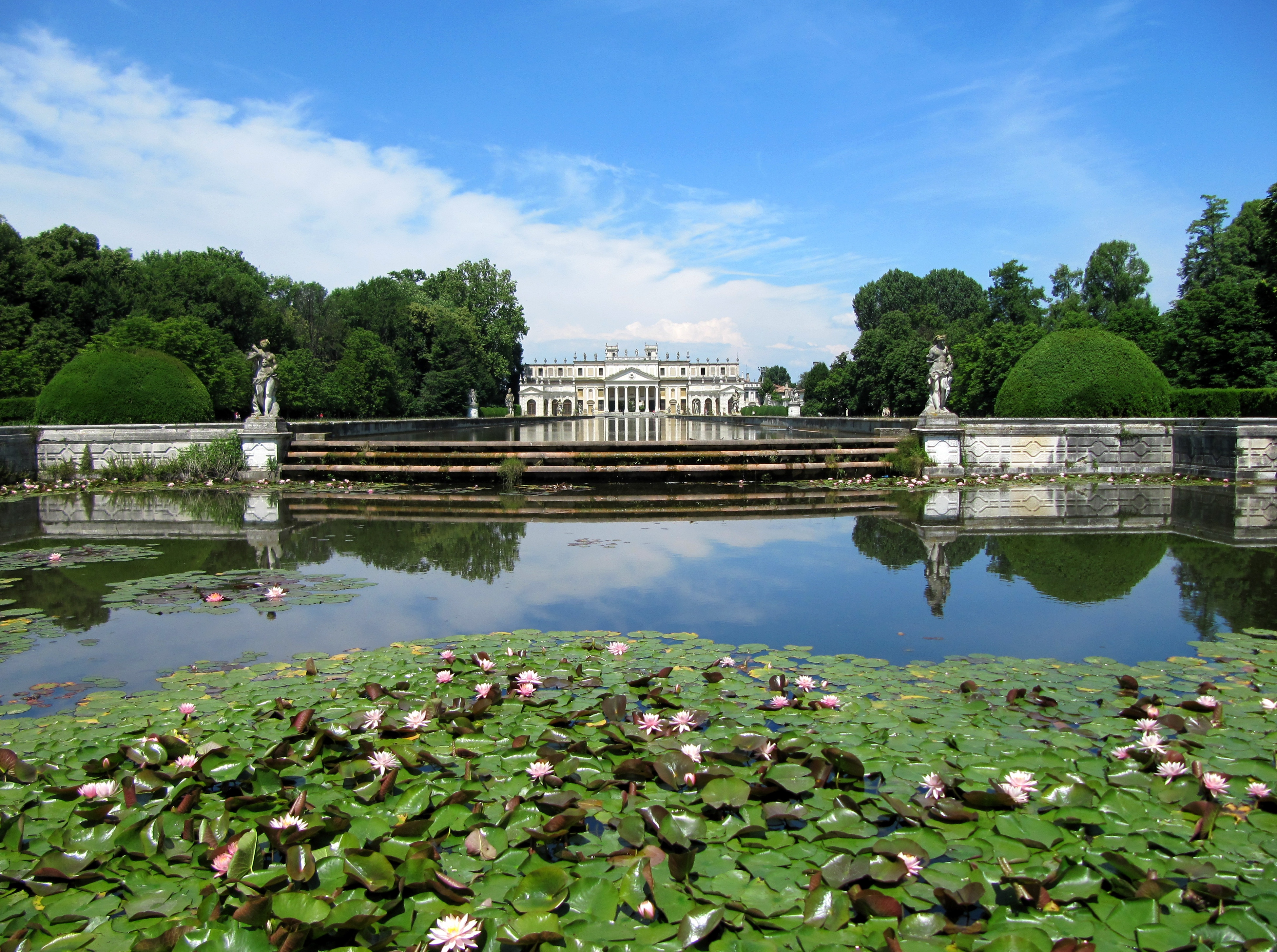
Das Reflexionsbecken
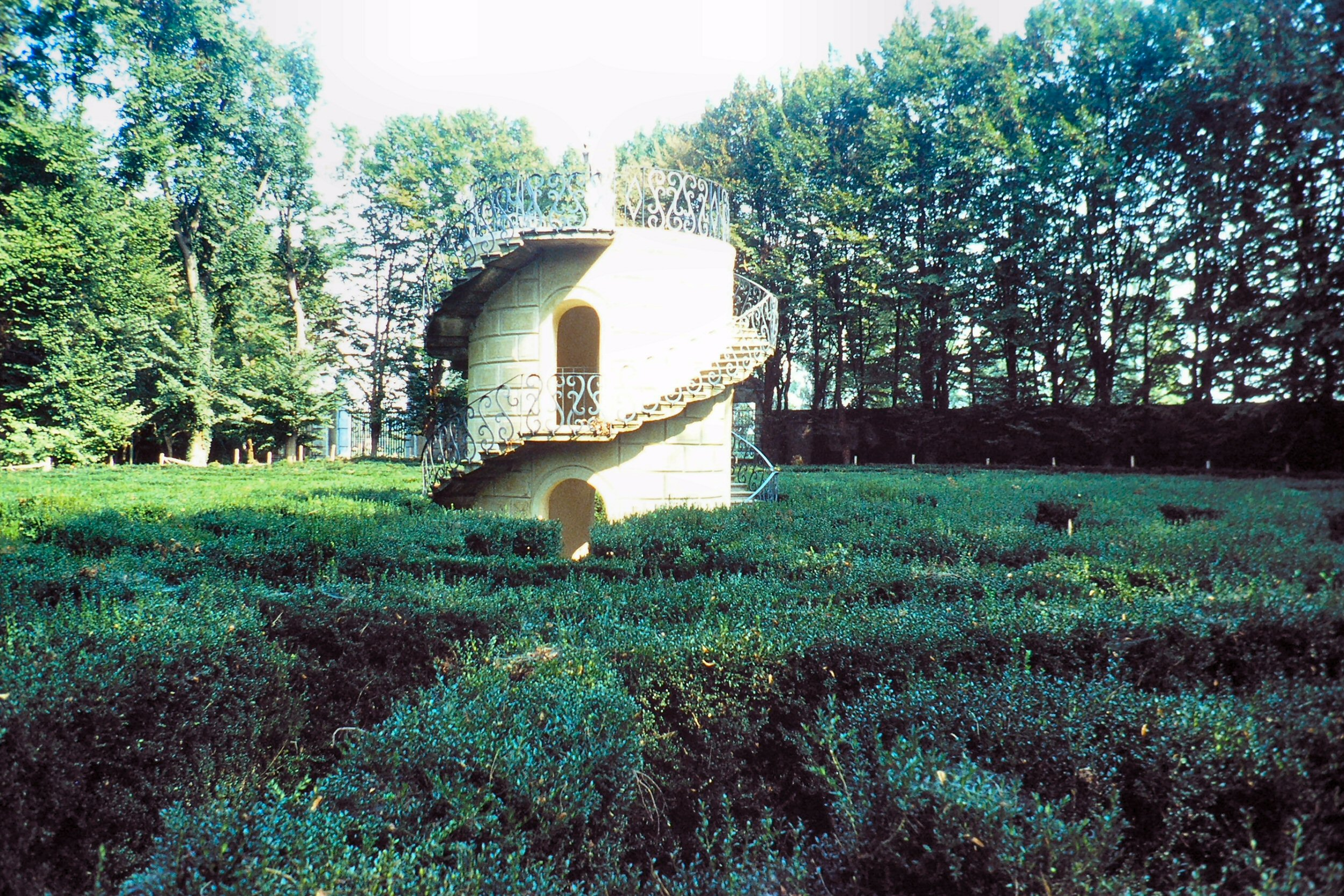
Türmchen im Ziel des Hecken-Irrgartens